# Кайлыонг
Кайлыонг (вьет. Tuồng cải lương, «реформированный театр») — форма современной фольклорной оперы во Вьетнаме. В кайлыонге сочетаются народные песни южного Вьетнама, классическая музыка, туонг (классическая театральная форма, основанная на китайской опере) и современный разговорный театр.

## История и описание
Кайлыонг возник в Южном Вьетнаме в начале 20-го века и достиг расцвета в 1930-х, во время французского колониального периода страны, как театр для среднего класса. Кайлыонг считается национальной театральной формой. В отличие от других фольклорных театров, он был широко популярен вплоть до 1970-х и 1980-х годов, хотя сейчас находится в упадке.
Кайлыонг можно описать как спектакль с добавлением вонгко (буквально «ностальгия по прошлому»), пения особого типа, которому аккомпанируют народные инструменты: данчань (цитра) или дангита (адаптированная гитара). В типичной постановке актёры используют сочетание обычных диалогов и вонгко для выражения своих мыслей и эмоций.
Кайлыонг обычно популяризирует вьетнамские моральные ценности. Существует два основных типа кайлыонга: кайлыонг туонгко (древний) и кайлыонг сахой (современный).
Кайлыонг сахой (вьет. Cải lương xã hội, «общественный реформированный театр») рассказывает о современном вьетнамском обществе, романтических любовных историях, смешанных с семейными или социальными отношениями. Также рассматриваются культурные и социальные нормы и другие аспекты вьетнамского общества, как, например, в пьесах «Жизнь Лыу» (Đời Cô Lựu), и «То Ань Нгует» (Tô Ánh Nguyệt). Их можно описать как трагедию, но со счастливым концом. Тем не менее, некоторые пьесы современного кайлыонга, такие как Ra Giêng Anh Cưới Em, комедийны и легки.
В кайлыонг туонгко (вьет. Cải lương tuồng cổ) актёры одеты в старомодные костюмы. Сюжет основан на сказке, легенде или истории феодального времени, когда ещё существовали короли и воины (пьесы Bên Cầu Dệt Lụa, Lục Vân Tiên, Tiếng Trống Mê Linh и другие). Многие истории построены на основе китайских исторических сюжетов или древних легенд. Так, Lương Sơn Bá-Chúc Anh Đài основан на китайской легенде о влюблённых-бабочках. В кайлыонг туонгко может быть добавлено традиционное пение хокуанг, характерное для китайской оперы. Такие виды кайлыонга могут называться кайлыонг хокуанг, и больше похожи на мюзикл. В дополнение к обычным элементам кайлыонга, в них включены несколько мелодий, повторяющихся из пьесы в пьесу, слова при этом меняются в соответствии с сюжетом. Для кайлыонга туонгко характерны красивые, продуманные костюмы, большие блестящие парики, тщательно проработанные доспехи воинов.